# Czesław Soroczyński
Czesław Soroczyński vel Lehman (ur. 22 września 1893 w Bursztynie, zm. ?) – major kawalerii Wojska Polskiego, działacz niepodległościowy.

## Życiorys
Urodził się 22 września 1893 w Bursztnie, w rodzinie Albina.
16 sierpnia 1914 wstąpił do Legionów Polskich. W czasie I wojny światowej walczył w szeregach 2 pułku ułanów, awansując na plutonowego. 6 kwietnia 1917 został wymieniony jako uprawniony do odznaczenia austrackiego Krzyż Wojskowy Karola.
18 marca 1919 jako podoficer byłych Legionów Polskich służący w 2 pułku szwoleżerów został mianowany z dniem 1 marca 1919 podporucznikiem kawalerii. W szeregach tego pułku walczył na wojnie z bolszewikami, a po jej zakończeniu służył jako oficer zawodowy. W 1924 był przydzielony do 5 Samodzielnej Brygady Kawalerii w Krakowie na stanowisko I oficera sztabu. Później został przeniesiony do 8 pułku ułanów w Krakowie. Na stopień majora został mianowany ze starszeństwem z 1 stycznia 1930 w korpusie oficerów kawalerii. W marcu tego roku został wyznaczony w macierzystym pułku na stanowisko kwatermistrza. Obowiązki kwatermistrza pełnił do września 1939. W międzyczasie (1938) zajmowane przez niego stanowisko otrzymało nazwę II zastępcy dowódcy pułku. Jako kwatermistrz pułku walczył w kampanii wrześniowej. Dostał się do niemieckiej niewoli. Przybywał w Oflagu VII A Murnau.

## Ordery i odznaczenia
- Krzyż Niepodległości – 6 czerwca 1931 „za pracę w dziele odzyskania niepodległości”[15][16][2][17]
- Krzyż Walecznych dwukrotnie[18][12]
- Srebrny Krzyż Zasługi – 10 listopada 1928 „w uznaniu zasług położonych w poszczególnych działach pracy dla wojska”[19][18][12]